# Президентски избори в Румъния (2025)
Президентските избори в Румъния през 2025 година се провеждат поради анулиране резултатите от първия тур на президентските избори в края на предходната 2024 година и отмяната на балотажа между Калин Джорджеску и Елена Ласкони на 8 декември 2024 г. Новият избор е насрочен за 4 май 2025 г., а евентуалния балотаж – на 18 май 2025 г. Изборите са спечелени от Никушор Дан  
Трима са фаворитите на тези нови избори – Калин Джорджеску (ако се кандидатира пак и не бъде отстранен); Крин Антонеску, като общ кандидат на сформираната управляваща коалиция само със 7 гласа и класиралата се на балотаж на анулираните безпрецедентно с решение от 6 декември 2024 г. на Конституционният съд на страната президентски избори – Елена Ласкони. 
Други потенциални участници в кандидат-президентската надпревара в Румъния през пролетта на 2025 г., заявили желанието си за това, са:
- Ана Бирчал, родена Ана Калин;
- Никушор Дан;
- Петру-Даниел Фунериу;
- Теодор Ницулеску;
- Кристиан Сима;
- Анка Александреску.

Джордже Симион завява, че ако последва отказ от регистрация на Калин Джорджеску, то той ще се кандидатира за президент на Румъния.